# Santiago Falcucci
Giacomo Domenico Alfonso María Falcucci, conocido como Santiago Falcucci (Atessa, Chieti, 2 de agosto de 1856-Tucumán, 26 de octubre de 1922) fue un pintor y dibujante italiano. Fue uno de los pioneros de la plástica en Tucumán, maestro de la  escultora Lola Mora a quien inició en la pintura, el dibujo y el retrato y del escultor tucumano Julio Oliva que tuvo una decidida acción artística y docente en la Academia de Bellas Artes. Falcucci junto con el pintor y escultor napolitano Pascual Farina introdujeron en Tucumán los más rígidos postulados de la Academia de Bellas Artes de Nápoles, retratando a las personalidades más destacadas de la época.

## Biografía
Giacomo Domenico Alfonso María Falcucci nace el 2 de agosto de 1856 en la ciudad de Atessa, provincia de Chieti situada en la región Abruzzo, Italia; hijo de Michele Falcucci (“pintor” de veinticinco años hijo de Giacomo y María Rosa D'Onofrio) y de Giacinta Carabba (veinticinco años hija del “herrero” Nicola Vicenzo y Croce María Mercadante). Sus padres se habían casado en Atessa el 12 de septiembre de 1855 y se redactaba la escritura conjunta ente el entonces alcalde Paolantonio Ferri,  Se educó en el seno de una familia de artistas plásticos, su abuelo Giacomo Falcucci, su padre y su tío Gabriele Falcucci fueron reconocidos por su arte en cartapesta. Un importante número de sus obras se encuentran actualmente en iglesias de la región.
Bajo esta fuerte influencia artística, Giacomo Domenico, (en adelante, Santiago Falcucci) realiza sus estudios de pintura y dibujo en 1874 en la prestigiosa Academia de Bellas Artes de Nápoles, donde recibió una rígida formación académica apegada a la perfección en el dibujo y al neoclasicismo, rasgos que se vieron reflejados en sus obras y en su marcada actividad intelectual y cultural en nuestra provincia.
Luego decidió emigrar a Argentina, según los registros de pasajeros publicados por el CISEI  (Centro Internazionale Studi Emigrazione Italiana), tomados del CEMLA  (Centro de Estudios Migratorios Latinoamericanos), Santiago Falcucci, a la edad de 30 años, embarca el 15 de mayo de 1887 en la nave Orione desde el puerto de Génova con destino a Buenos Aires, llegando a nuestro país en el mes de julio de ese año.
Llegó a la ciudad de Tucumán en 1887 junto al escultor napolitano Pasquale Farina, instalando su taller en la séptima cuadra de la calle Crisóstomo Álvarez (N°635) donde daba clases de dibujo y pintura.
Fue profesor de Geometría y Dibujo lineal en la escuela Nacional de Maestros (1889), de Dibujo en la Escuela Normal (1898) y Dibujo Industrial en el  Colegio Nacional (1901) del cual se jubiló en 1912. El 11 de mayo de 1914 es designado profesor de Dibujo en la Academia de Bellas Artes. Reparte su tiempo  entre las tareas docentes, los trabajos fotográficos, los escritos especializados y la actividad artística.
El 12 de julio de 1890 contrae matrimonio con la tucumana Carmen Zavalía y formaron su familia junto a sus siete hijos: Miguel, Santiago Teodoro Rosa, María Rosa Jacinta, Pedro Manuel Víctor, Antonino Andrés Guido, Carmen Enriqueta y Ricardo Vitalino.
En 1909 funda la Academia Provincial de Bellas Artes, haciéndose cargo de la cátedra de dibujo.
Fue el primer maestro de la gran escultora Lola Mora (1866-1936) el que la alentó y guio en sus primeros pasos por la pintura y el dibujo.   Haciendo referencia a los retratos de su alumna Falcucci apuntaba: "El retrato debía ser hecho al carbón, pues ella ya no buscaba los colores: había comprendido que el claroscuro era la base del arte”  Santiago Falcucci enseñó ininterrumpidamente desde 1887 hasta 1915. 
Para muchos Santiago Falcucci sentó las bases precisas de una fuerte necesidad ligada a la perfección del dibujo y la escultura. El diario "El Orden" lo saludó así: "Tucumán necesitaba artistas como Falcucci y esperamos que su estadía sea lo más larga posible".
En 1904 en la “Revista de Letras y Ciencias Sociales” dejó un testimonio único y muy preciado sobre los inicios artísticos de la pintura y escultura en Tucumán.

## Estilo y Obras
Uno de los géneros que más se impuso en el transcurso del siglo XIX fue el retrato, le seguían los cuadros de costumbres, paisajes, composiciones históricas, naturalezas muertas, desnudos, etc. Las corrientes estilísticas vigentes en el país fueron el Neoclasicismo, el romanticismo y el Academicismo, movimientos ya consolidados en Europa y trasplantados al país por los artistas extranjeros. En algunos casos, subsistirán hasta cerca de la mitad del siglo XX.
La producción pictórica de Falcucci se caracterizó por un fuerte estilo academicista destacándose en  retratos de personajes importantes de la sociedad y la política  de ese momento, de su obra encontramos el siguiente análisis: “…. a pesar de la rigidez que adolece en el tratamiento de los paños - la agudeza en la captación de los rostros y la minuciosidad en la elaboración de los detalles revelan la mano segura de un pintor de oficio no carente de sensibilidad El arte académico italiano impone la perfección en el manejo técnico del oficio y normatiza la representación expresiva de la imagen plástica y Falcucci no está ajeno a estos postulados.
En la Casa Histórica de Tucumán conserva en la Galería de los Congresales diez retratos de formato ovalado, todos sin firma según era tradición en esa época. C. Paolasso y C.Terán analizan estos retratos”….El conjunto es desparejo, notándose una mayor sensibilidad para la captación de figuras de ancianos. Las obras muestran una dualidad de tratamiento; las cabezas muy estudiadas contrastan con la dureza y la falta de estructura de los cuerpos. La pincelada es suelta tanto en los fondos color carmín como en las figuras. La luz juega un importante papel resaltando la vivacidad de los ojos, el blanco de las pecheras y el brillo de cabellos y barba. De todos modos la serie no escapa al academicismo artístico de fin de siglo.”
En la revista “Tucumán Literario” correspondiente 1887, editado por la Sociedad Sarmiento consigna noticias interesantes sobre la actividad del artista italiano Falcucci informando (mes de octubre de 1887) que éste estaba haciendo un retrato del general (Domingo Faustino) Sarmiento en busto de gran tamaño  para obsequiar a la Sociedad Sarmiento, de otra obra realizada por Falcucci y Farina un retrato a pluma de la señora Laurentina Sosa de Quinteros, esposa del gobernador Lídoro J. Quinteros, la revista (en el mes de diciembre de 1887)  describe que en esta obra se revelaba un conocimiento profundo del dibujo. “Las sombras están hábilmente dispuestas y la transición al claro es apenas perceptible. El fondo, en toque de luz, hace resaltar la cabeza y acentúa el perfil del rostro”
Sus obras se encuentran distribuidas en diferentes espacios como en casa de familias tradicionales y en organismos públicos y culturales.
Falcucci también Incursionó  en la poesía y la música
Obras:
- Diez retratos de los Congresales  en la Galería de los Congresales, Casa Histórica de Tucumán.
- Don Inocencio Liberani, oleo sobre tela en el Museo Nicolás Avellaneda,Tucumán.
- Intendente Dr.  Àngel Cruz Padilla, oleo sobre tela en el  Hospital Ángel C. Padilla, Tucumán(1888)
- Gertrudis de la Madrid de Araoz oleo sobre tela en el Museo Provincial de Bellas Artes,Tucumán(1898)
- Obispo Pablo Padilla y Bárcena oleo sobre tela en el Palacio Episcopal, Tucumán.
- Retrato de dama oleo sobre tela
- Domingo Faustino Sarmiento
- Escultura de Cristóbal Colón, de cuerpo entero en la Sociedad Italiana de Socorros Mutuos,Tucumán.

## Premios
Obtuvo tres premios en su carrera artística, entre ellos, Primer Premio (Medalla de oro y brillantes) por la obra “Argelina”, Segundo Premio (Reloj de oro) por la obra “Francesca de Rimini” y Tercer Premio (Diploma y Tintero de Plata) por la obra “Maddalena”

## Frases de Santiago Falcucci
Santiago Falcucci se preocupó también por difundir la importancia del arte. “El arte nos enseñó la historia”, se titulaba su disertación en la Sociedad Sarmiento, en 1889. 
Quería “poner de relieve la importancia de las ruinas, que han vencido al poder destructor de los siglos para llegar hasta nosotros, y demostrar así que el arte nos enseñó la historia”. Se preguntaba:”¿qué hecho nos ha dado a conocer la historia de los celtas, de los egipcios y babilonios, de los griegos y de los pelasgos, de los etruscos, y de los pueblos y generaciones de la tierra, que ninguna afinidad han tenido con nosotros?....Y “¿Cómo hemos podido juzgar los grados de civilización entre unos y otros?¿Por medio de las tradiciones ? No, porque las tradiciones han sufrido alteraciones y modificaciones, según el carácter y la inteligencia del individuo, familia o pueblo depositario. ¿Por medio de las letras? No porque en los siglos posteriores empezaron los jeroglíficos de los egipcios, que también son obras de arte grabadas en las piedras. Pues ¿Qué cosa nos han enseñado las tradiciones y la historia de esos pueblos? Recordaba que esos monumentos habían dominado los instintos salvajes primitivos, para “reunirlos y asociarlos, sofocando el egoísmo individual y la razón de la fuerza”………Y “considerándose como productos del arte, así rústicos y primitivos como son, e influyentes en la civilización de las generaciones, inmortalizando los hechos, nos han transmitido la vida de nuestros antepasados.